# Ruisseau de Saulx
Pour les articles homonymes, voir Saulx.
Le ruisseau de Saulx également nommé ruisseau de Chonville est un cours d'eau français qui coule dans le département de la Meuse. C'est un affluent direct de la Meuse en rive gauche.
Il ne faut pas la confondre avec la Saulx, affluent le plus abondant de la Marne

## Géographie
(février 2009).
Améliorez-le ou discutez des points à vérifier. 
Le ruisseau de Saulx est un cours d'eau du Barrois. Il naît sur le territoire de la commune de Méligny-le-Grand. Peu après sa naissance, il s'oriente vers le nord-est, direction qu'il maintient tout au long de son parcours de 16 kilomètres. Il conflue avec la Meuse en rive gauche, à Lérouville.

## Communes traversées
Le ruisseau de Saulx traverse les communes suivantes, d'amont en aval :
- Méligny-le-Grand, Saint-Aubin-sur-Aire, Chonville-Malaumont et Lérouville, toutes situées dans le département de la Meuse.

## Hydrologie
Le ruisseau de Saulx est un cours d'eau issu des hauteurs boisées du Barrois, région fort bien arrosée de Lorraine. Le module du ruisseau au niveau de son confluent avec la Meuse vaut 1,16 m3/s, pour un bassin versant de 66,5 km2. La lame d'eau écoulée dans ce bassin est de 550 millimètres, ce qui est très élevé, largement supérieur à la moyenne de la France, tous bassins confondus, et même supérieur à la moyenne du bassin français de la Meuse (celle-ci affiche à Chooz, près de sa sortie du territoire français, une lame d'eau de 450 millimètres). Le débit spécifique ou Qsp de la Saulx se monte dès lors au chiffre robuste de 17,44 litres par seconde et par kilomètre carré de bassin versant.